# Henri Louis Dekking

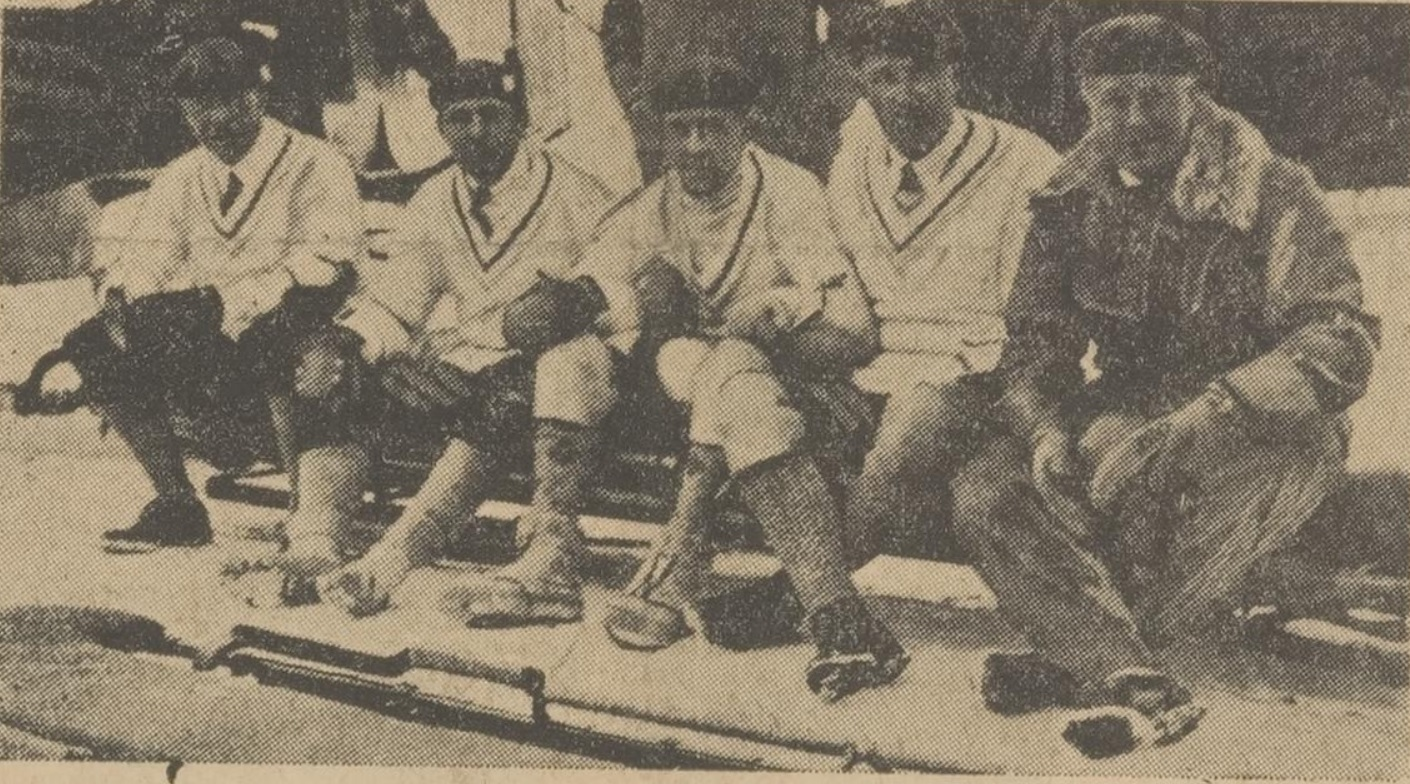
De Nederlandse ploeg op de Olympische Winterspelen 1928.
V.l.n.r.: Curt van de Sandt, J.P. Delprat, E.L. Teixeira de Mattos, H.L. Dekking, J.H.P.F. Menten.

Henri Louis Dekking (Haarlem, 7 februari 1892 – Mexico-Stad (Mexico), mei 1967) was een Nederlands bobsleeër. Hij was lid van het eerste Nederlandse bobsleeteam dat deelnam aan de Olympische Winterspelen.
Nederland vaardigde in 1928 voor het eerst een Olympische ploeg af naar de Winterspelen in Sankt Moritz, nadat in 1924 Chamonix-Mont-Blanc de eer had de eerste Olympische Spelen voor wintersporten te organiseren. Twee schaatsers en vijf bobsleeërs vormden de ploeg in Sankt Moritz.
Samen met Curt van de Sandt (captain), Jacques Paul Delprat, Edwin Louis Teixeira de Mattos, Hubert Menten vormde Dekking het bobsleeteam. Het team werd 12e in een veld van 23 deelnemende teams.